# Джефферсон (округ, Теннесси)
Округ Джефферсон (англ. Jefferson County) располагается в США, в штате Теннесси. Официально образован 11 июня 1792 года. По состоянию на 2010 год, численность населения составляла 51 407 человек. Получил своё название по имени 3-го президента США Томаса Джефферсона.

## География
По данным Бюро переписи США, общая площадь округа равняется 814 км², из которых 709 км² — суша, и 105 км², или 12,89 % — это водоёмы.

### Соседние округа
- Хамблен (Теннесси) — северо-восток
- Кок (Теннесси) — юго-восток
- Севир (Теннесси) — юг
- Нокс (Теннесси) — запад
- Грейнджер (Теннесси) — север

## Демография
По данным переписи населения 2000 года в округе проживает 44 294 жителя в составе 17 155 домашних хозяйств и 12 608 семей. Плотность населения составляет 62 человека на км². На территории округа насчитывается 19 319 жилых строений, при плотности застройки 27 строений на км². Расовый состав населения: белые — 95,66 %, афроамериканцы — 2,32 %, коренные американцы (индейцы) — 0,31 %, азиаты — 0,27 %, гавайцы — 0,04 %, представители других рас — 0,63 %, представители двух или более рас — 0,77 %. Испаноязычные составляли 1,33 % населения.
В составе 31,00 % из общего числа домашних хозяйств проживают дети в возрасте до 18 лет, 59,90 % домашних хозяйств представляют собой супружеские пары, проживающие вместе, 9,80 % домашних хозяйств представляют собой одиноких женщин без супруга, 26,50 % домашних хозяйств не имеют отношения к семьям, 22,50 % домашних хозяйств состоят из одного человека, 8,20 % домашних хозяйств состоят из престарелых (65 лет и старше), проживающих в одиночестве. Средний размер домашнего хозяйства составляет 2,49 человека, и средний размер семьи — 2,89 человека.
Возрастной состав округа: 22,90 % — моложе 18 лет, 10,60 % — от 18 до 24, 29,10 % — от 25 до 44, 24,50 % — от 45 до 64, и 12,90 % — от 65 и старше. Средний возраст жителя округа — 37 лет. На каждые 100 женщин приходится 97,50 мужчин. На каждые 100 женщин старше 18 лет приходится 94,00 мужчин.
Средний доход на домохозяйство в округе составлял 32 824 USD, на семью — 38 537 USD. Среднестатистический заработок мужчины был 29 123 USD против 20 269 USD для женщины. Доход на душу населения составлял 16 841 USD. Около 9,60 % семей и 13,40 % общего населения находились ниже черты бедности, в том числе — 16,90 % молодежи (тех, кому ещё не исполнилось 18 лет) и 12,60 % тех, кому было уже больше 65 лет.